# Lieux de Bobby Pendragon
 (mars 2025).
Motif : Pertinence encyclopédique de cet article de 2006 ? TI...
- Archive Wikiwix
- Bing
- Cairn
- DuckDuckGo
- E. Universalis
- Gallica
- Google
- G. Books
- G. News
- G. Scholar
- Persée
- Qwant
- (zh) Baidu
- (ru) Yandex
- (wd) trouver des œuvres sur Wikidata

| 1. | Préciser le motif de la pose du bandeau. | Précisez le motif de la pose du bandeau en utilisant la syntaxe suivante : {{admissibilité à vérifier\|date=mars 2025\|motif=remplacez ce texte par le motif}}                                |
| 2. | Informer les utilisateurs concernés.     | Pensez à avertir le créateur de l'article, par exemple, en insérant le code ci-dessous sur sa page de discussion : {{subst:avertissement admissibilité à vérifier\|Lieux de Bobby Pendragon}} |

Liste des territoires de la saga de fantasy et de fantastique Bobby Pendragon :

## Première Terre
La Première Terre est en fait notre monde vers 1937, avant la Seconde Guerre Mondiale. L'entrée du flume est la même que sur la Seconde Terre, c'est-à-dire située dans une station de métro New-Yorkaise.
Bobby Pendragon explorera ce territoire dans le 3e tome de la saga éponyme, La Guerre qui n'existait pas, accompagné de Spader.
Le Voyageur de Première Terre est un groom du Manhattan Tower Hotel, nommé Vincent "Gunny" Van Dyke.

### Moment de Vérité
Sur la Première Terre, le moment de vérité sera la façon dont la seconde guerre mondiale se déroulera. En effet, un gang New-Yorkais fournit secrètement des informations aux Nazis sur le développement de la bombe nucléaire. Mais l'explosion du dirigeable Le Hindenburg, contenant le paiement pour les bandits, empêchera ces derniers de continuer à informer les Nazis. Ainsi, les américains développeront en premier la bombe nucléaire, remportant comme nous le savons la seconde guerre mondiale.

## Seconde Terre
La Seconde Terre est le nom donné par les Voyageurs à la Terre telle que nous la connaissons actuellement. Ses Voyageurs sont Press Tilton, puis Bobby Pendragon.
Ici, les Quigs prennent l'apparence de chiens féroce, gardant l'entrée des deux flumes de ce territoire (un dans un métro New-Yorkais, puis l'autre dans une maison abandonnée de Stony Brook).
C'est sur ce territoire que les acolytes de Bobby Pendragon, Mark Dimond et Courtney Chetwynde lisent ses journaux. 
La Seconde Terre est le dernier territoire que Saint Dane aura gagné.

### Moment de Vérité
Sur la Seconde Terre, le moment de vérité sera le meurtre d'Alexandre Naymeer, commis par Bobby Pendragon. Saint Dane aura ainsi le champ libre pour utiliser Ravinia afin de nourrir ses desseins. 
Il espérait aussi faire abandonner les Voyageurs, sur ce point, il échouera.

## Troisième Terre
La troisième Terre dans Bobby Pendragon est le futur de notre planète, en l'an 5010 exactement. Les habitants ont compris, vers l'an 3000 les enjeux écologiques et ont décidé de s'enterrer sous terre pour gagner de la place en surface et pour rendre à Dame Nature ce qui lui revient. Néanmoins ce territoire est caractérisé par une évolution sensible de l'informatique qui fait que le savoir se contient dans "un grain de sable". Le voyageur de troisième Terre est Patrick, grand ami de Press, feu l'oncle de Bobby.

### Moment de Vérité
Sur la Troisième Terre, le moment de vérité sera la décision des Raviniens. En effet, ceux-ci sont les seuls à pouvoir stopper l'armée de dados du tome 10 et ainsi se libérer eux-mêmes du joug de Ravinia. En faisant cela, ils revitalisent l'esprit positif de Solara, et comme les non-élus (ils vivent dans la misère) ne sont plus opprimés, eux aussi revitalisent son esprit positif. Puis enfin, l'esprit négatif de Solara disparaissant peu à peu, Saint Dane disparaît lui aussi. Sans Saint Dane, les ex-Raviniens peuvent remettre Halla sur ses rails.

## Denduron
Denduron est un territoire médiéval, composé de deux tribus majeures.
- Les Milagos, peuple de mineurs et d'agriculteurs vivant sous la coupe des Bedoowans, et disposant d'une technologie et d'une liberté restreinte.
- Les Bedoowans, tribu de chevaliers à la technologie assez avancée, obéissant à une famille royale et asservissant les Milagos.

L'équilibre entre les deux tribus sera rétabli par Bobby Pendragon (Héros de la saga), Loor (Voyageuse de Zadaa), Osa (mère adoptive de Loor et ancienne voyageuse de Zadaa) et par Press Tilton (ancien voyageur de Seconde Terre et oncle de Bobby).
Denduron est le premier des territoires visité par Bobby Pendragon dans la saga éponyme de D. J. MacHale. Il est le territoire central de l'action du premier tome, le Marchand de peur. 
Les quigs de ce territoire sont des Ours. Il y a deux flumes : l'un dans une caverne au sommet d'une montagne (destination de Bobby et Press lors de leur premier voyage) et l'autre dans les mines d'azur. Le voyageur de Denduron est Alder, un valeureux chevalier Bedoowan.
Cependant, Denduron ne se limite pas à ces deux tribus. Il y en a d'autres, éparpillées sur le reste du territoire, mais dont nous ne pouvons seulement que supposer l'existence.

### Peuples de Denduron
- Les Bedoowans exploitaient les Milagos comme des esclaves. Kagan est la souveraine des Bedoowans et Mallos, chef de l'armée Bedoowan (qui est en fait Saint Dane), est son conseiller.

- Les Milagos devaient extraire de l'azur pur, une pierre très rare, pour la reine Kagan. Ils vivent dans un village médiéval et s'habillent de cuir.

- Les Novans  sont les serviteurs des Bedoowans, ils s'occupent de la cuisine. Les Novans ont été achetés par les Bedoowans, ils proviennent de l'autre côté de la mer.

- Les Lowsees  sont un peuple vivant de l'autre côté de la montagne, fournissant la tryptite aux Milagos. Ils sont impliqués dans le second moment de vérité de Denduron.

- il existe aussi d'autres peuples de l'autre côté de la mer, mais nous ne connaissons que très peu de choses sur eux.

### Moment de Vérité
Sur ce territoire, Saint Dane (alias Mallos), essaie d'engendrer le chaos en se faisant s'entretuer les deux tribus. En effet, les milagos ont découvert une matière extrêmement explosive et comptent s'en servir pour recouvrer leur liberté. Bobby empêchera cela en faisant exploser toutes les ressources de tak et en enfouissant les filons au plus profond de la terre. Mais cette action aura pour conséquence de raser le village des milagos et de détruire quasi entièrement le château des Bedoowans.

## Cloral
Cloral est un territoire aux terres immergées, entièrement recouvert d'eau. Sa population dispose d'une technologie très avancée, et vivent sur des cités flottantes appelées habitats (Apparentés à d'immenses bateaux). Les habitants de Cloral ont appris au fil du temps à maîtriser l'eau, et tout ce qui est fabriqué ici en provient. 
Le Voyageur de Cloral est Vo Spader, qui a pris la place de son père, tué par Saint Dane.
Bobby Pendragon explorera Cloral dans le deuxième tome de la saga, intitulé La Cité Perdue de Faar

### Peuples de Cloral
La population de Cloral est exclusivement humaine. Ses habitants vivent sur des bateaux géants appelés "habitats". La cité perdue de Faar, ancienne cité émergée et siège de toutes les connaissances, est une des légendes de Cloral, mais l'arrivée de Bobby changera la donne.

### Moment de Vérité
Ici, Saint Dane manipulera les scientifiques de Cloral afin de les obliger à créer accidentellement un poison destructeur qui ravagera les cultures du territoire, et le plongera dans le chaos. C'est le moment de vérité de Cloral.
Seule la découverte de la cité perdue de Faar, autrefois seule terre émergée de Cloral, pourra enrayer la menace. En effet, seuls les habitants de cette antique cité connaissent le secret de la fabrication de l'antidote.

## Veelox
Veelox est un territoire futuriste, fleuron d'une technologie révolutionnaire : Utopias. Cette invention permet en effet aux habitants de Veelox de se plonger dans un monde virtuel mais extrêmement réaliste.
Aja Killian, phadeuse en chef (sorte de service de la maintenance) de l'Utopias de Rubic City, est la Voyageuse de Veelox.
Veelox est le quatrième territoire visité par Bobby Pendragon, dans le quatrième tome de la saga de D.J MacHale, intitulé Cauchemar Virtuel.

### Moment de Vérité
Ici, le moment de vérité est l'injection du virus Réalité Détournée, créé par Aja, dans le système d'Utopias. Son but est de rendre les rêves des habitants moins parfait, afin de les ramener dans le monde réel et de faire revivre Veelox. Mais Saint Dane a corrompu Réalité Détournée, le rendant beaucoup plus dangereux. Le virus trouvera un moyen de se projeter dans la réalité, et de mettre en péril la vie des rêveurs enfermés dans Utopias. 
Aja réinitialisera la pyramide d'Utopias, ce qui aura pour conséquence de détruire le virus. Mais cet évènement n'aura aucune influence sur la population de Veelox : Les gens continueront d'aller s'enfermer dans une cellule d'Utopias afin de fuir la réalité.
C'est la fin de Veelox, et le premier échec de Bobby en tant que Voyageur-en-Chef.

## Eelong
Bobby Pendragon a une surprise de taille en arrivant sur ce territoire; les êtres dominant sont de grands félins (nommés "Klees") et les humains (nommé «gar») sont considérés comme des animaux. Il y a d'énormes lézards évoquant des dinosaures (appelés "Tang") qui sont craints par toutes les espèces vivantes. Les fauves, plus intelligents, ont décidé de vivre dans les arbres (car Eelong est entièrement recouvert d'une jungle) pour échapper à ces bêtes monstrueuses. Le flume d'Eelong a été détruit.

### Peuples d'Eelong
- Les Klees sont un peuple de félins dominants qui vivent dans les arbres pour échapper au Tangs, de petits dinosaures (d'environ 2 mètres). Leur capitale est Lyandra, une ville perchée dans les arbres.

- Les Gars sont les humains locaux mais sont réduits en esclavage par les Klees. Les seuls qui soient libres sont ceux qui habitent La Cité Des Eaux Noires, une ville terrestre car protégée des Tangs par une chaîne de montagne.

### Moment de Vérité
Ici,le Moment de Vérité sera la Transhumance (le fait que tous les Gars rejoignent La Cité Des Eaux Noires). Saint Dane tentera d'exterminer les Gars avec le poison de Cloral lorsqu'il seront tous rassemblés dans la Cité (lorsque la Transhumance sera achevée), ce qui les empêchera d'utiliser leur découverte, le virloam. C'est un matériau qui, si on en fait des pots et met des plantes dedans, va absorber les nutriments de l'air indispensables à ces mêmes plantes, ce qui permettra de sauver Eelong de la famine. Mais les Voyageurs ainsi que Mark, Coutney et Boon, utiliseront l'antidote au poison de Cloral. Les Gars pourront ainsi utiliser leur fabuleuse découverte et sauver le territoire.

## Zadaa
Zadaa est un territoire où le héros se rend dans le 6e tome de la série : Les rivières de Zadaa. Deux peuples s'opposent sur ce territoire. Les quigs de ce territoire sont des serpents et le flume débouche dans des souterrains proches de Xhaxhu. La voyageuse de ce territoire est Loor.
Zadaa  est un des 10 territoires de la série Bobby Pendragon de D. J. MacHale. 

### Peuples de Zadaa
- Les Batus sont un peuple de guerriers fiers vivant dans une magnifique cité oasis dans un désert : Xhaxhu. Ils protègent leur cité des tribus cannibales environnantes. Ce peuple est dirigé par la famille royale de Zinj. Le prince héritier de ce peuple, Pelle a Zinj représente l'espoir de réconciliation et de paix entre eux et les Rokadors. Ils ont la peau matte due au soleil tapant sur cette région désertique. Pendant le séjour du héros sur Zadaa, la cité est à court d'eau et doit rationner l'alimentation de ses habitants.

- Les Rokadors sont un peuple troglodyte vivant dans des souterrains, sous la surface de Zadaa. À cause du peu de lumière dans leurs tunnels, ils ont un teint très pâle. Leur capitale est Kidik. Ils contrôlent le débit des rivières souterraines de Zadaa grâce à un intelligent système de canalisations et de barrages. Ils alimentent la cité de Xhaxhu en eau. En contrepartie les Batus protègent l'entrée des souterrains Rokadors des cannibales grâce à leurs guerriers. Les Rokadors ont connu une épidémie virulente, ayant pratiquement décimé leur peuple peu de temps avant l'arrivée de Bobby Pendragon sur Zadaa. Ils craignent une invasion des Batus et limitent leur alimentation en eau, préparant en cas de besoin un plan de secours pour se protéger d'eux. Les Rokadors sont dirigés par une élite décadente constituée de 10 personnes allant d'environ 4 ans jusqu'à un âge très avancé.

- Nous ne connaissons que peu de choses des peuples cannibales environnants.

### Moment de vérité
L'assassinat de Pelle a Zinj par un Rokador lors d'une festivité des Batus annonce le début de la guerre entre les deux peuples interdépendants. Les Rokadors ayant emmagasiné assez d'eau pour créer un océan souterrain peuvent noyer les armées Batus avançant dans leurs souterrains à tout moment. Finalement, les barrages  souterrains cèdent et l'eau expulsée rejaillit à la surface, créant une nouvelle mer au bord de la cité de Xhaxhu indemne. Les peuples, durement touchés se réconcilient doucement et la paix finit par s'instituer entre les deux peuples.

## Quillan
Quillan est, dans la série à succès Bobby Pendragon, un territoire aux jeux cruels, dont certains mortels. C'est le lieu principal du septième tome, Les Jeux de Quillan. Nevva Winter est le Voyageur de ce territoire. Les quigs de ce territoire sont des araignées géantes.
Lorsque Bobby Pendragon arrive sur ce territoire, il est tout de suite frappé par le rôle des jeux. En effet, Quillan est un territoire où les jeux sont les seules préoccupations de ces habitants. En pariant jusqu'à leur vie, les habitants sont sur le point de détruire leur territoire. 
Le Grand X, jeux très célèbre sur Quillan, va débuter et Saint Dane propose un marché à Bobby : s'il remporte ce jeu, il lui dévoilera  de nombreux secrets sur les voyageurs.

## Ibara
Ibara est le territoire central du tome 8 des aventures de Bobby Pendragon dans le cycle du même nom par D. J. MacHale. Son voyageur est Remudi, mort dans le tome 7. Ibara est en réalité le futur de Veelox, territoire du tome 4, qui fut détruit par Saint Dane deux ou trois siècles plus tôt.
Ibara est en fait une île qui fut créée par Aja Killian et les dirigeants de Veelox pour essayer de rétablir une situation stable dans ce territoire, c'est-à-dire qu'ils ont voulu créer une nouvelle civilisation à partir de quelques personnes complètement isolées du monde extérieur et des autres "rescapés". Cette nouvelle "civilisation" avait pour but d'échapper à la destruction de Veelox.

## Halla
Halla est un mot utilisé dans la série Bobby Pendragon signifiant l'Univers des Territoires. Imaginez dix planètes en cercle autour de quelque chose. Ajoutez des fils entre chaque planète de façon que chaque planète soit reliée aux neuf autres. Ils représentent les flumes, ces portails utilisés par les voyageurs pour se rendre jusqu'à une autre planète. Ajoutez aussi chaque instant passé, présent et futur. Voilà, vous avez Halla.
Petit plus : Selon Gunny, dans le troisième tome, quelqu'un (ou quelque chose) dirige tout Halla, choisit les Voyageurs et tire les ficelles de cette épopée fantastique.